# Moulé à la louche
Albums de Raoul Petite
Karaï
(1989) Plus fort les guitares
(1994)
Moulé à la louche, sorti en 1991, est le quatrième album de Raoul Petite.

## Liste des titres
1. Comme ça (4:09)
2. Les Trois Ronds (3:07)
3. Faisez donc du vélo (1:40)
4. Quelle aura singulière (2:49)
5. Le Cobra a-t-il des couilles ? (1:41)
6. Plastic People (4:52)
7. Der kleine Raoul 1re partie (0:38)
8. Rendement impeccable (1:14)
9. Fly Distroyer + Le Retour du fils de la mouche (2:46)
10. Cannibal Pigs (3:23)
11. Der kleine Raoul 2e partie (1:06)
12. Le Roi des sbats (3:29)
13. Le Canon de Léon (0:16)
14. Hydrocutionné total (0;56)
15. Donde esta tu madre ? (2:14)
16. Le Muet (3:11)
17. Gringo (4:08)
18. Captain Osmose (5:12)
19. Abrarakader (1:11)

## Membres
- Carton (Christian Picard) : chant.
- Odile Avezard : chant.
- Marie-Line Marolany : chant.
- Marjorie Savino : chant.
- Momo (Maurice Ducastaing) : saxophone.
- Bruno Huet : saxophone.
- Jean-Baptiste DoBiecki : saxophone.
- Alain Nicolas : clavier.
- Marc Ceccaldi : guitare.
- Frédéric Tillard: guitare.
- Frédéric Simbolotti : basse.
- Pépou Mangiaracina : batterie.
- ingénieur du son : Philippe Gueugnon